# Raposos
Raposos é um município brasileiro do estado de Minas Gerais. Pertence à Região Metropolitana de Belo Horizonte. De acordo com o censo realizado em 2022 sua população era de 16 279 habitantes.

## História

### Como começou
A história da fundação do povoado dos Raposos teve seu início em princípios de 1690. Arthur de Sá Meneses, governador geral das Capitania do Rio de Janeiro, designou Pedro de Morais Raposo para descobrir ouro e pedras preciosas nos sertões das minas, região dos índios Cataguás.[carece de fontes?]
Ele trouxe consigo muitos membros de sua família, vários amigos e todos aqueles que queriam "ficar rico" e não tinham medo do desconhecido ou dos índios, entraram pela região de Sabarabuçu e seguindo o caminho de Paes Leme, acompanhando o leito do Rio Guaicuy (atual Rio das Velhas), encontraram o local ideal para garimpar e faiscar ouro na confluência de um volumoso ribeirão (atual Ribeirão da Prata).[carece de fontes?]
A terra era fértil e o ouro era encontrado em aluvião, então fundou-se o Arraial dos Raposos, eles começaram a semear os gêneros de subsistência, aos poucos foi-se colhendo milho, feijão, mandioca e cana de açúcar para produção de melado, rapadura, farinha de mandioca e cachaça.[carece de fontes?]
O Rio Guaicuy, que orientou a penetração dos bandeirantes era navegável e se tornou fundamental para o escoamento dos produtos, sendo assim, o Arraial dos Raposos passou a abastecer Sabarabuçu, Arraial Velho, Gaya (atual Honório Bicalho) e Santo Antônio do Rio Acima.[carece de fontes?]
Como era costume dos bandeirantes edificaram um templo, ergueu-se uma pequena ermida de pau-a-pique que foi consagrada como capela de Nossa Senhora da Conceição, no dia 8 de Dezembro de 1690. Esta pequena capela foi se transformando e recebendo todo o estilo da época, o Barroco, e em 1724 é criada a vigária colatícia por alvará de Dom João V e as primeiras paróquias de Minas, tornando-se assim a 1a. Matriz de Minas Gerais, adornada com peças de ouro vindas de Portugal, móveis de cedro, obras de arte e altares no estilo barroco.[carece de fontes?]
Em 1832 começaram a chegar os primeiros ingleses para operar nas Minas de St. Jonh D'El Rey Mining Co. (hoje Anglo Gold), sendo a 1a. indústria aurífera do mundo.[carece de fontes?]
Em 1907 instalou-se aqui, uma fabrica de fósforos, o Luz Mineira, aproveitando a madeira que cobria grande parte dos vales, fornecendo emprego a quase toda a população local.[carece de fontes?]
Fim da exploração de ouro
Em 1800 com a redução do ouro de aluvião, começou o abandono do Arraial dos Raposos e em 1850 restavam apenas três famílias, os Gouvêas, os Torres e os Sabarenses, a Matriz Nossa Senhora da Conceição estava em total abandono, o ouro dos altares foi raspado e muitas obras de arte das paredes se perderam.
Em 1900 com o objetivo de proteger da rapinagem sacrílega, muitas das relíquias do acervo de peças de ouro e prata e obras de arte barroca da Matriz foram levados para Congonhas, Mariana e outras igrejas, com isso seus altares se despovoaram. Mas nem tudo foi levado, restaram os altares, o lavabo, a pia batismal, algumas imagens e a pintura a óleo de Nossa Senhora da Conceição no teto da Matriz.

Raposos, 1970. Arquivo Nacional.

Em 01 de Maio de 1998, a empresa de extrativismo mineral, encerrou suas atividades na Mina de Raposos, fechando 300 postos de trabalho diretos e centenas de indiretos, desestabilizando a economia local que não se recuperou até hoje.
Depois de 300 anos de exploração mineral, o ouro ficou difícil de extrair, grande parte da mata nativa foi substituídas por eucaliptos e a população ativa teve que procurar emprego em Belo Horizonte, Rio de Janeiro, São Paulo, Estados Unidos e Europa.
Boa parte do acervo e monumentos foram destruídos ou transferidos para outras cidades com o passar dos anos, das gerações e das administrações publicas que apoiadas nos interesses políticos e na exploração do ouro, negligenciaram o patrimônio histórico.

## Pontos turísticos
Histórico sobre os pontos turísticos da cidade de Raposos/MG

### Igreja Matriz de N. Senhora da Conceição
A cidade de Raposos é dona da mais antiga Paróquia de Minas Gerais. Depois de fundado o seu povoado, em 1690, ergueu-se uma pequena Capela de pau-a-pique que servia para reunir os católicos. Enquanto o Arraial de desenvolvia os moradores iam aumentando a Capela. Com a ajuda da população foi transformada em Igreja, depois em Paróquia e por último em Matriz (1690 a 1724).
Em estilo barroco e com obras de Aleijadinho, no fim do ciclo do ouro, a igreja foi abandonada e muitas de suas obras foram roubadas ou levadas para outras igrejas. Uma reforma feita em 1954 devolveu parte da beleza original da Matriz.

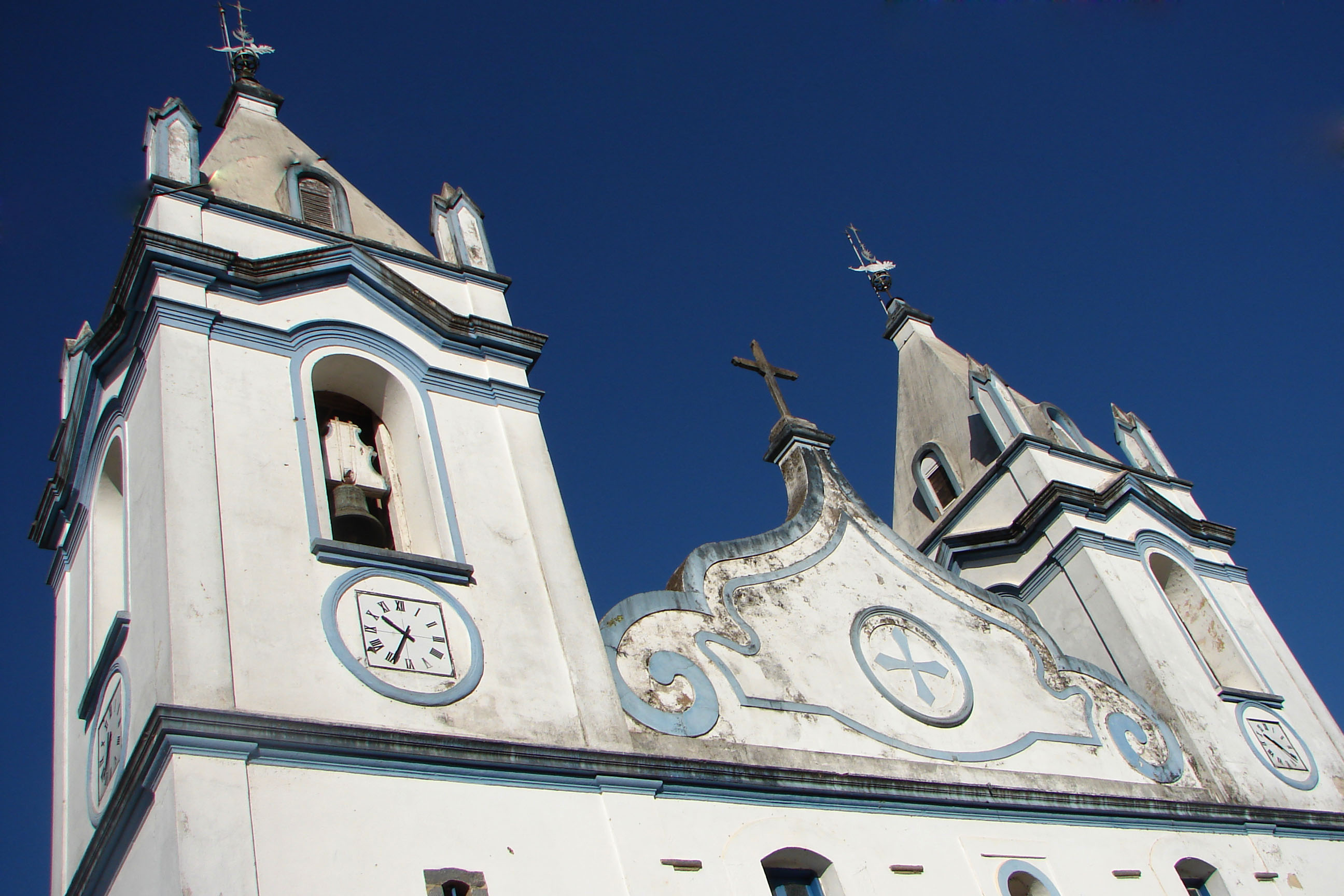
Matriz de N. Senhora da Conceição de Raposos

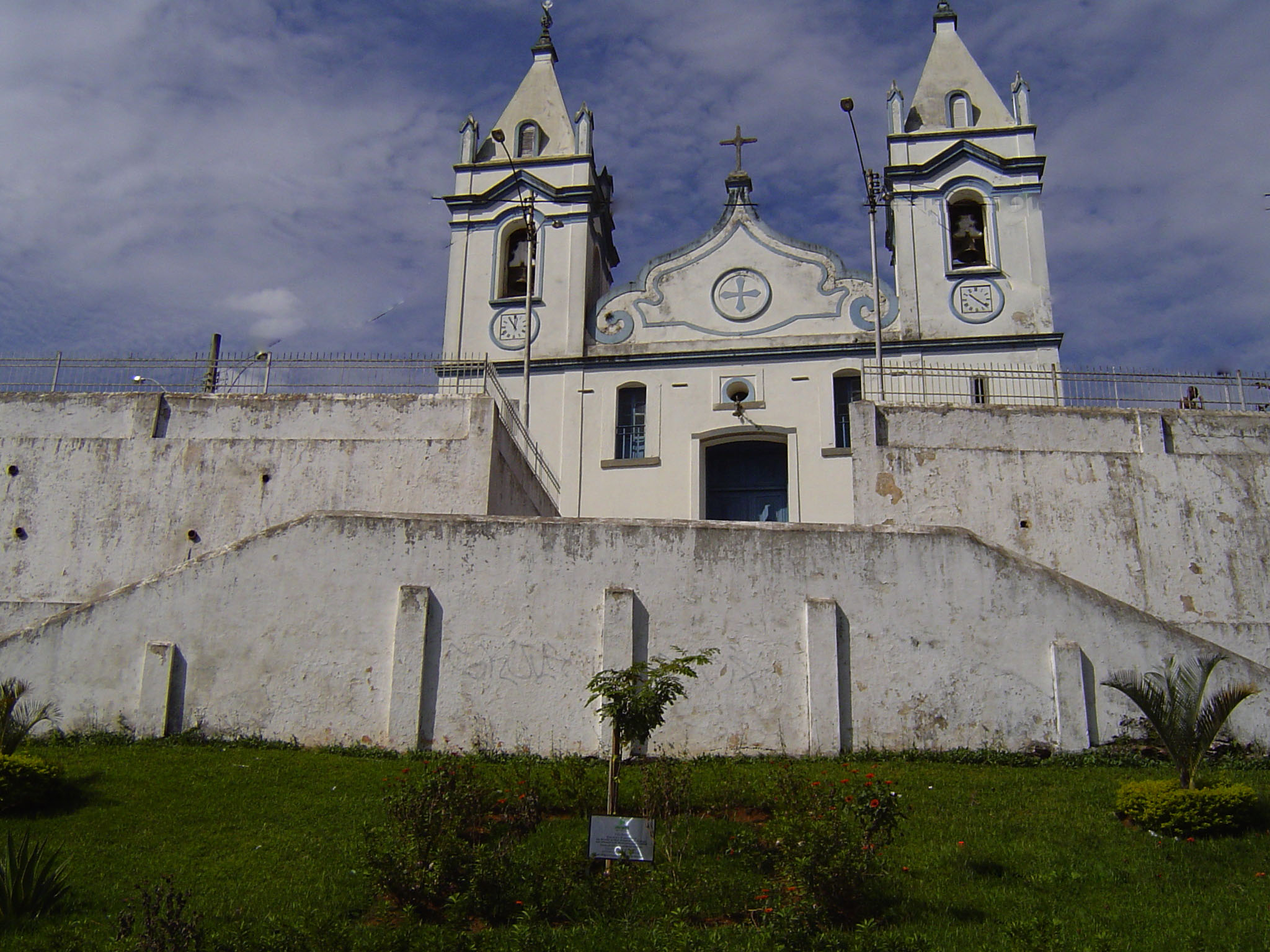
Matriz de N. Senhora da Conceição de Raposos

### Ponte D. Pedro II
A Estrada de Ferro Central do Brasil, que foi inaugurada em 13 de fevereiro de 1891 com o nome de Estrada de Ferro Dom Pedro II, é a segunda linha ferroviária construída no Brasil.
Os primeiros trilhos desta estrada foram assentados em Minas Gerais em 1º. de Maio de 1869, no trecho Ouro Preto – Raposos – Sabará, a estação de Raposos foi inaugurada em 13 de fevereiro de 1891.
Sobre o Rio das Velhas, a 1 Km da estação, com destino a Honório Bicalho encontra-se a, Ponte de Ferro, com 300 Metros de comprimento, fabricada na Inglaterra e transportada em partes até Raposos, possuindo em ambos os lados as iniciais E.F.D.PII (Estrada de Ferro Dom Pedro II).
Com a proclamação da república, a intolerância política retirou a talhadeiras, parte das inscrições das iniciais do Imperador. Em Ouro Preto, na mesma ocasião, furaram à faca os retratos dos imperadores banidos, que foram cedidos ao museu da Inconfidência.

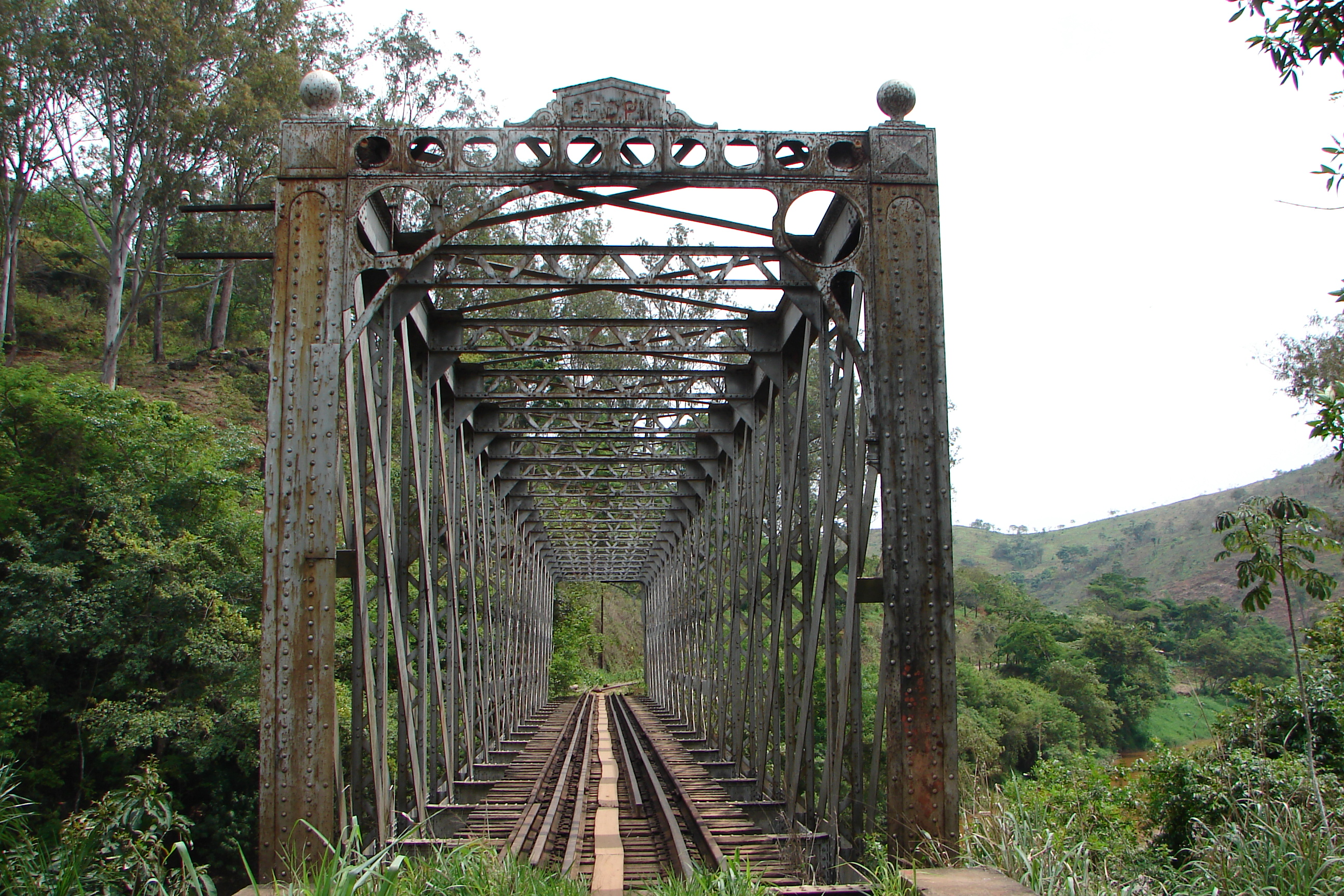
Ponte de D Pedro II

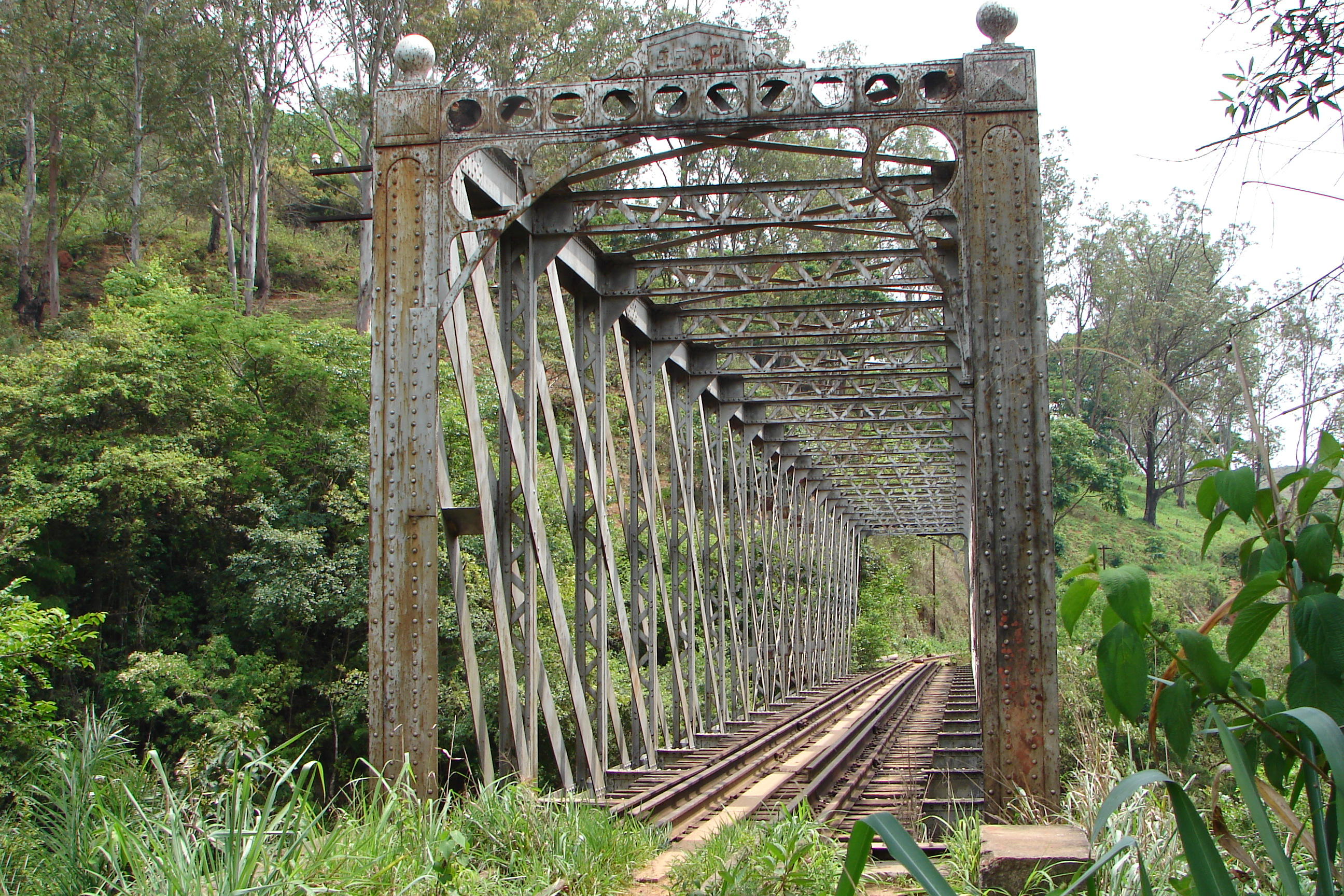
Ponte D. pedro II

### Mina de Morro Velho
A Mina de Morro Velho é a mina mais profunda do mundo com 2.500 metros de profundidade e 4.000 metros de extensão. Descoberta em 1814, com o passar dos tempos, o ouro foi ficando mais difícil de ser garimpado e a Mineração Morro Velho se instalou no município. Em 1830 ela foi adquirida pela empresa inglesa St. John d'El Rei Mining Company Ltd., que a inaugurou em 1834.

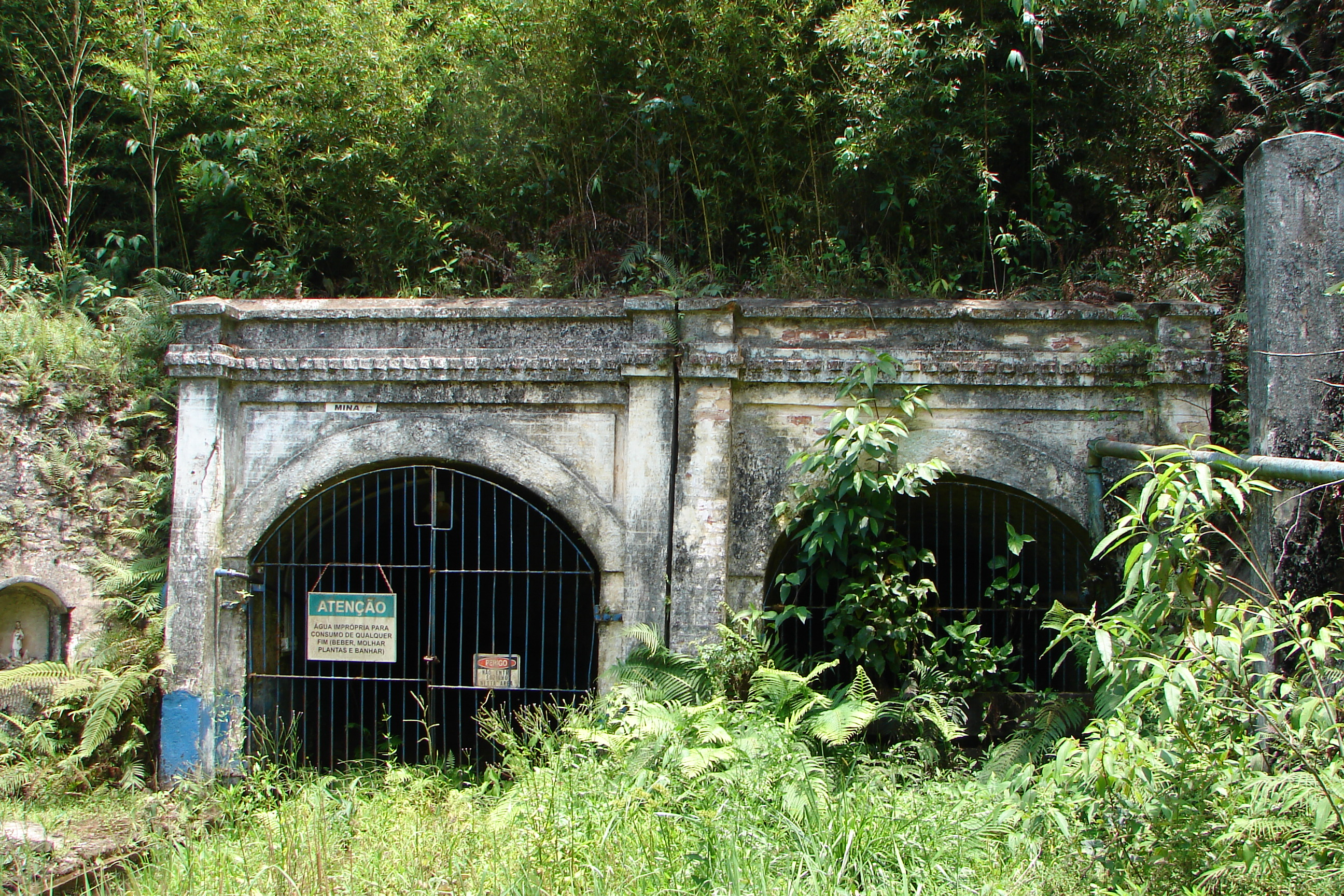
Mina de morro velho

### Poço das Pedras - Poço Azul
Tanto o poço das pedras, como o poço azul, possuem um diâmetro de aproximadamente 8 metros, profundidade de 2,5 metros e temperatura variada em torno de 15º C. Eles são consequência de uma pequena represa que fornece energia à MBR.
A água é cristalina e reflete uma cor esverdeada, com exceção de algumas épocas do ano que o tom da água fica azulado. A vegetação ao redor é pouco expressiva, constituída de pequenas árvores e vegetação rasteira. O peixe predominante no ribeirão é a piabinha. No local existem rústicas armações de cabanas que servem como bar nos fins de semana. Há também uma pequena plataforma utilizada como trampolim.
A flora é composta de arbustos e flores silvestres.

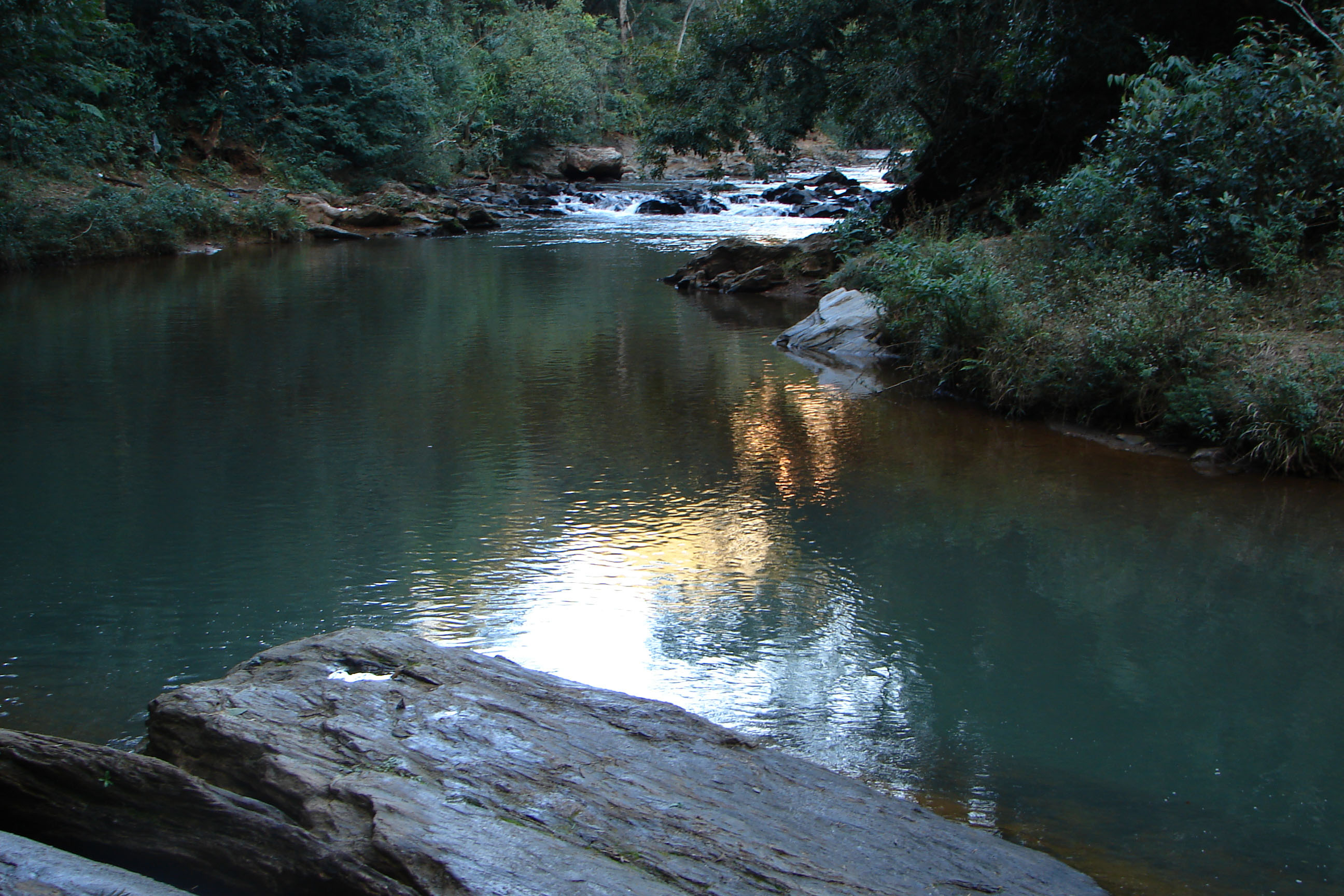
Poço azul

### Rio das Velhas
Cortando a cidade de Raposos, ao centro, e sendo considerado um importante rio em se tratando do desbravamento de Minas Gerais, o Rio das Velhas, antigo Rio Guaicuy, outrora navegável, recebeu este nome por ocasião da chegada dos bandeirantes que avistaram na beira do rio algumas velhas índias lavando roupa. Hoje, o rio serve ao garimpo e abastece grande parte de Belo Horizonte.

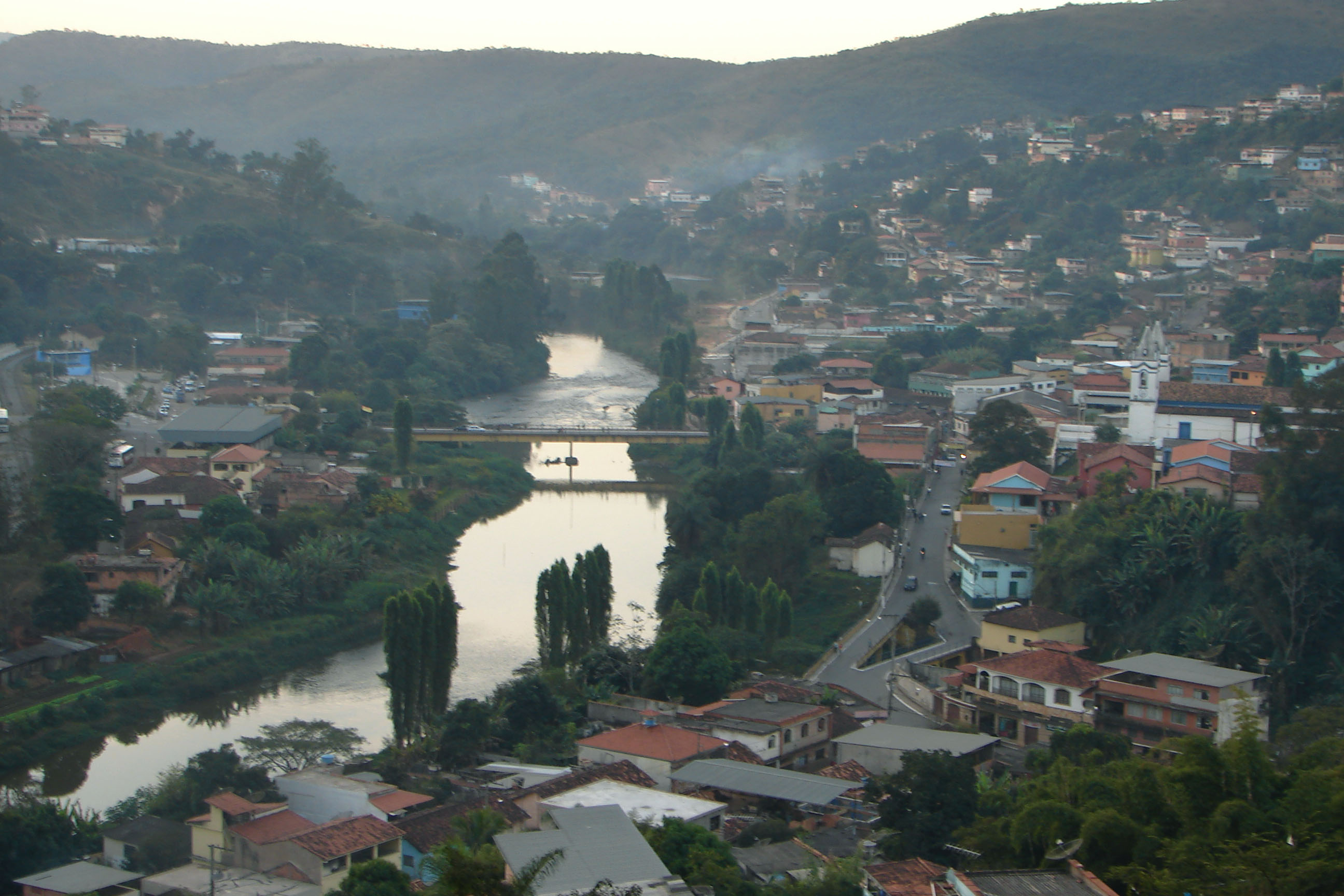
Rio das velhas

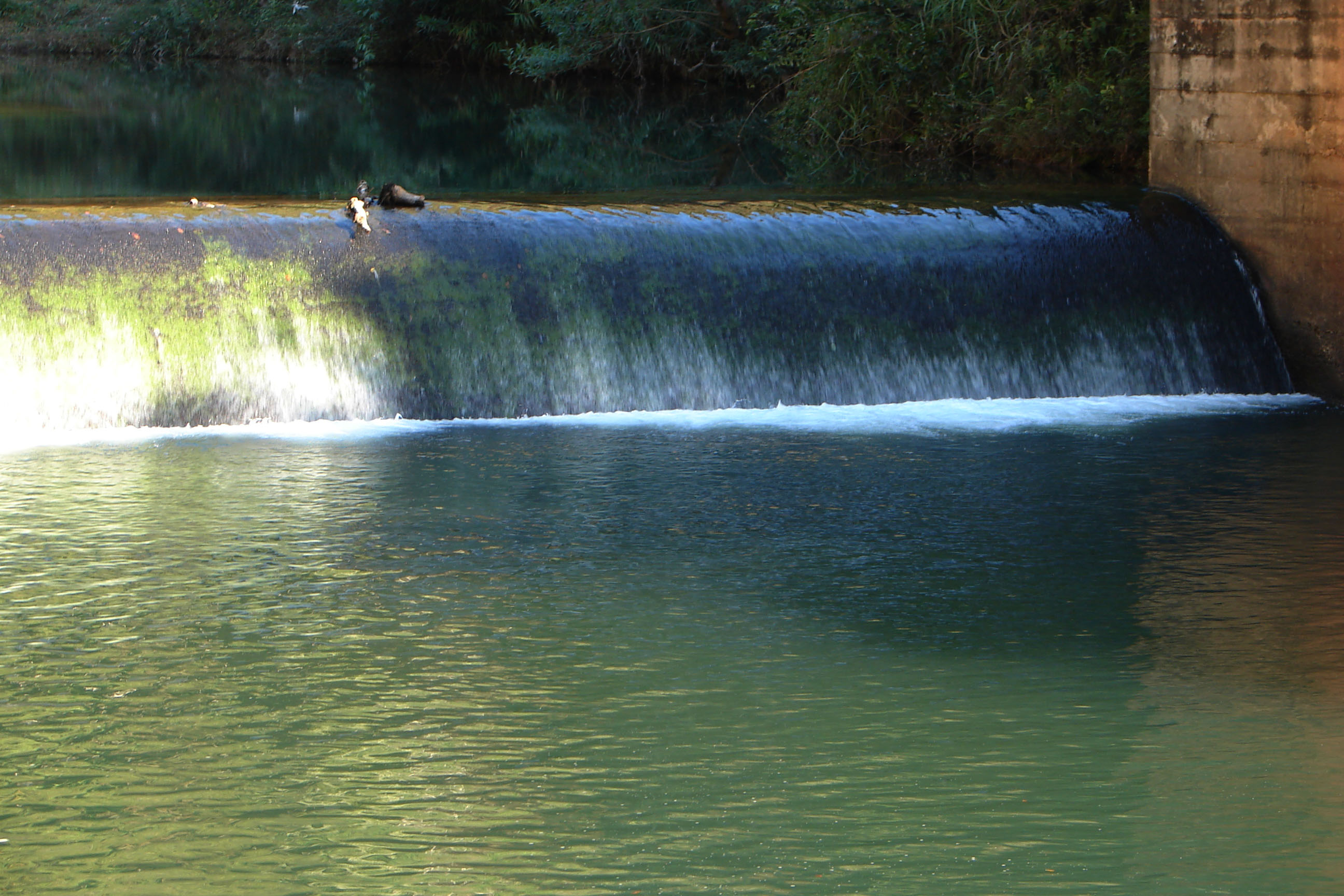
Represa pocinho Raposos

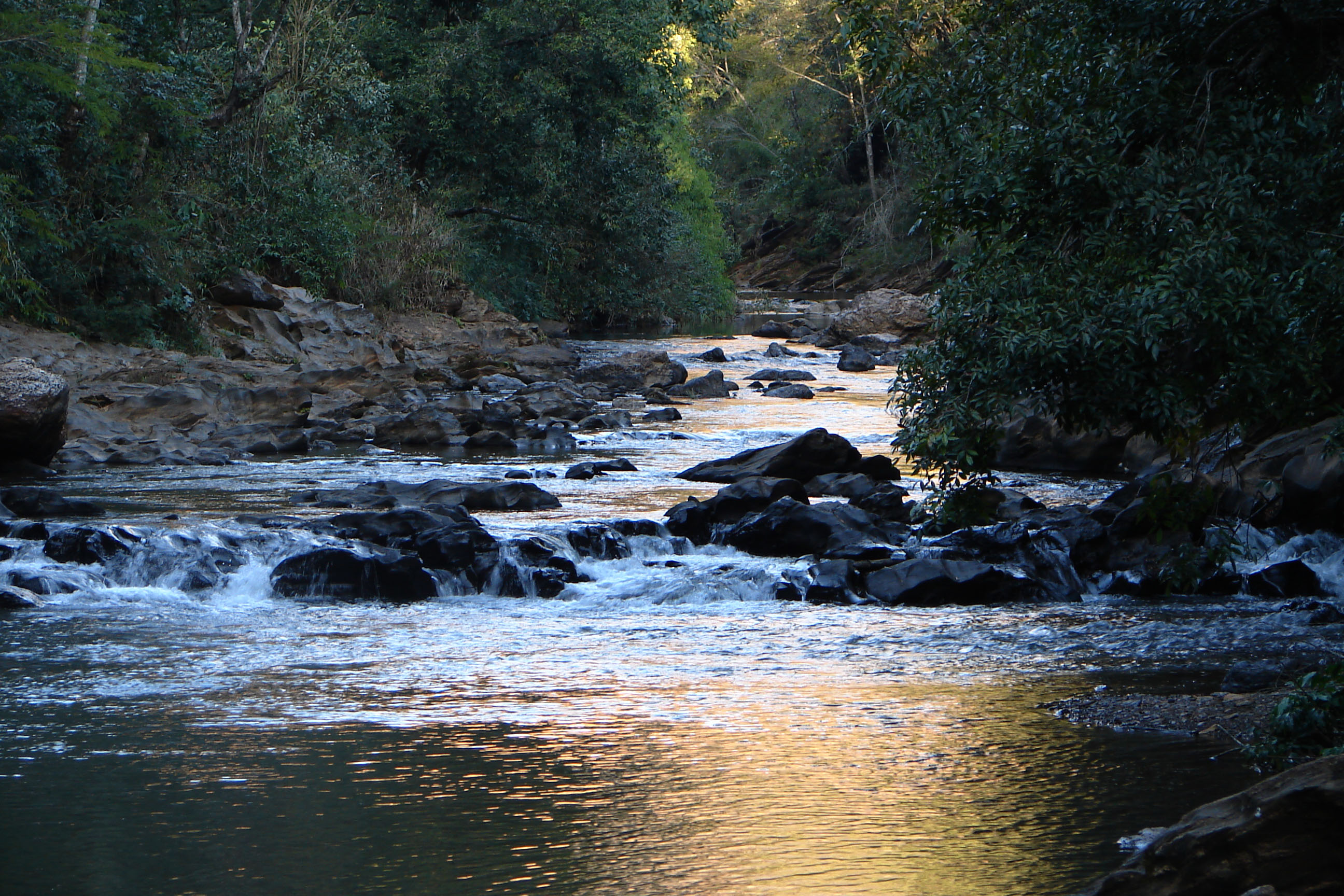
Quedas d'água Raposos

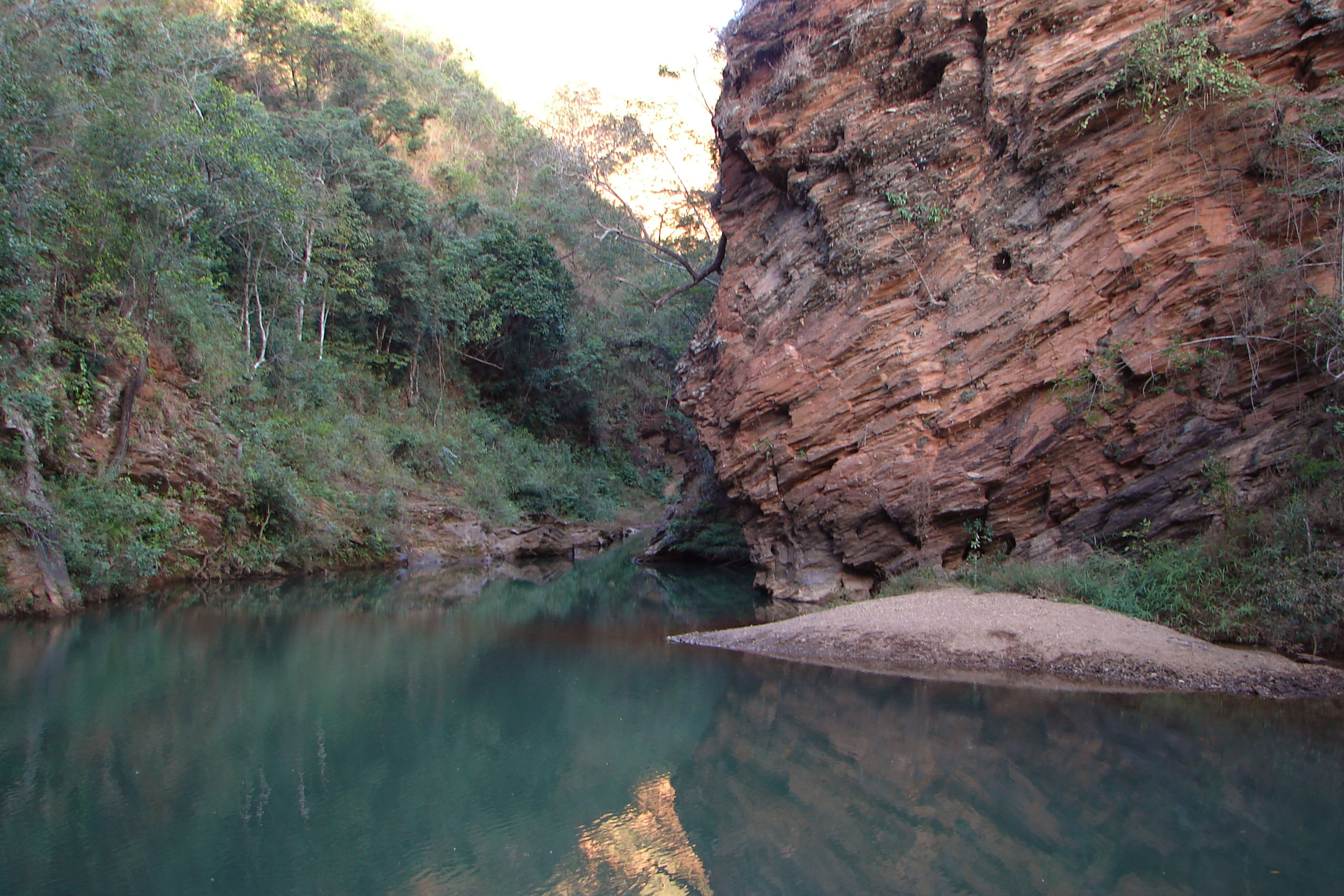
Poço das pedras de raposos

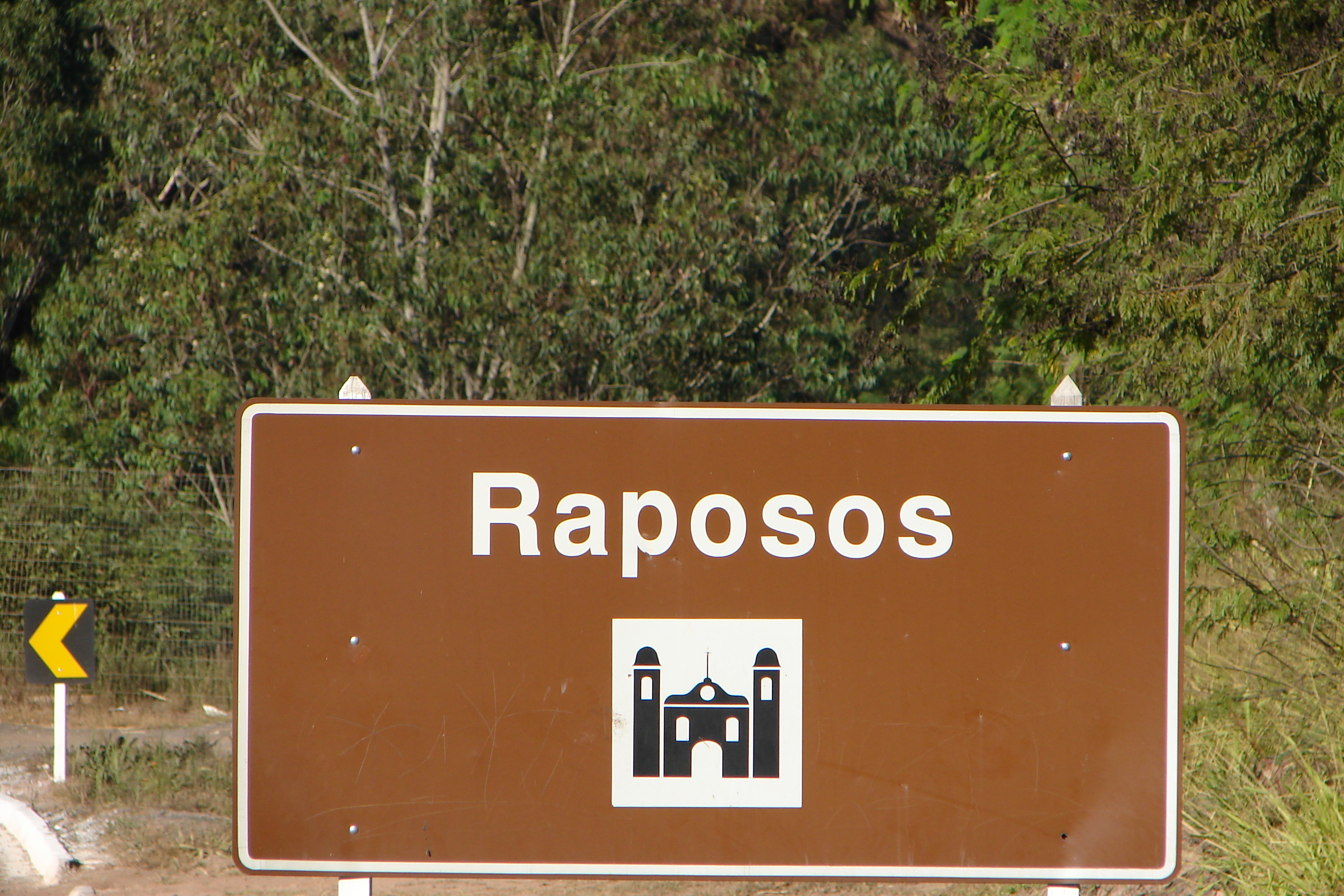
Placa de raposos

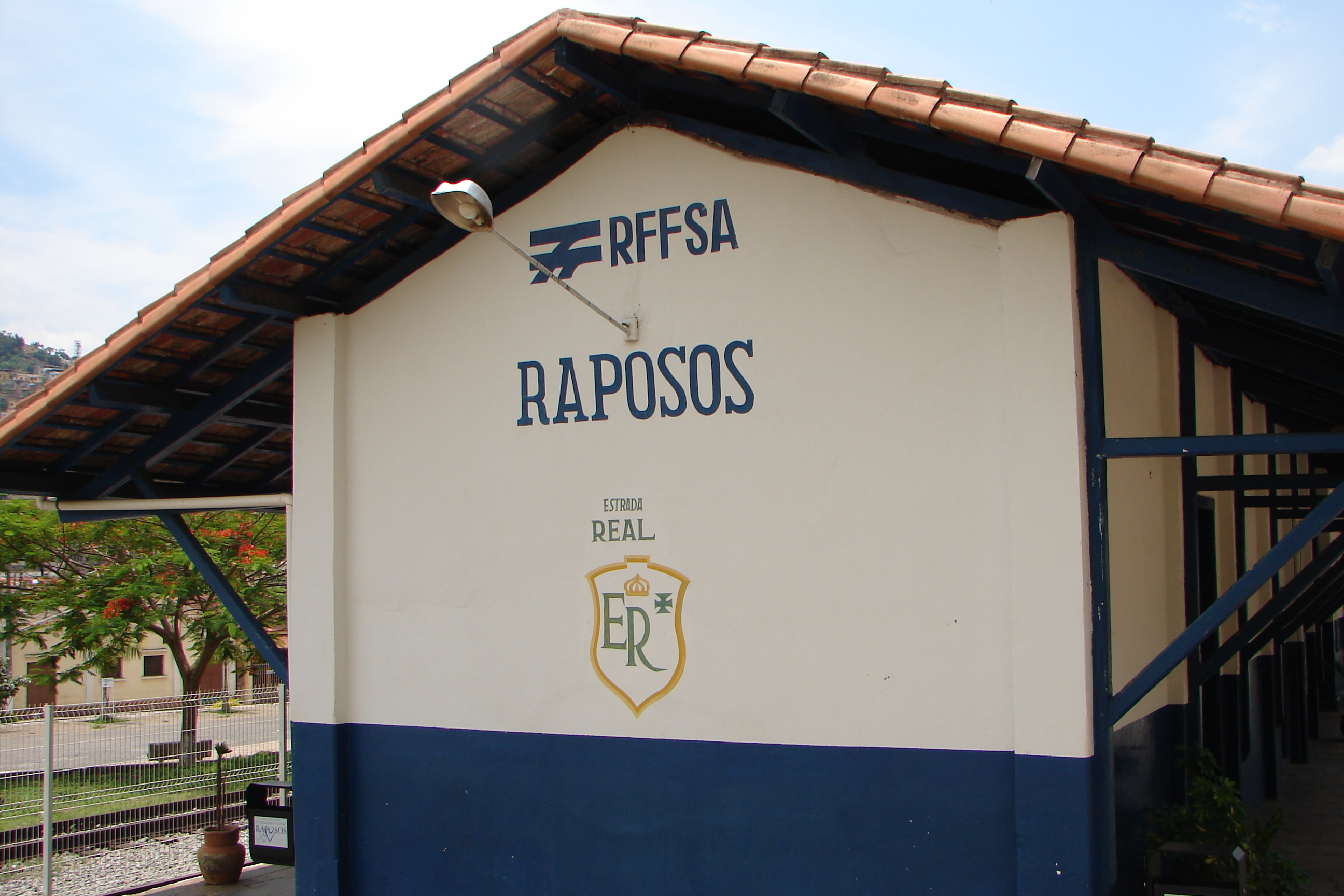
Estação da cidade de Raposos

## Geografia
Bairros de Raposos: Água Limpa, Bela Vista, Boa Vista, Centro, Matadouro, Morro das Bicas, Novo Horizonte, Ponte de Ferro, Recanto Feliz, Retirinho(São Judas Tadeu), Turma, São Sebastião (Galo Velho - Divisa com Nova Lima), Varela, Várzea do Sítio, Vila Bela, Vila Vitória.
Distrito: Cândidas e Povoado Ribeirão das Pratas.